# Haironville
 (août 2017).
Si vous disposez d'ouvrages ou d'articles de référence ou si vous connaissez des sites web de qualité traitant du thème abordé ici, merci de compléter l'article en donnant les références utiles à sa vérifiabilité et en les liant à la section « Notes et références ».
Haironville est une commune française située dans le département de la Meuse, en région Grand Est.

## Géographie

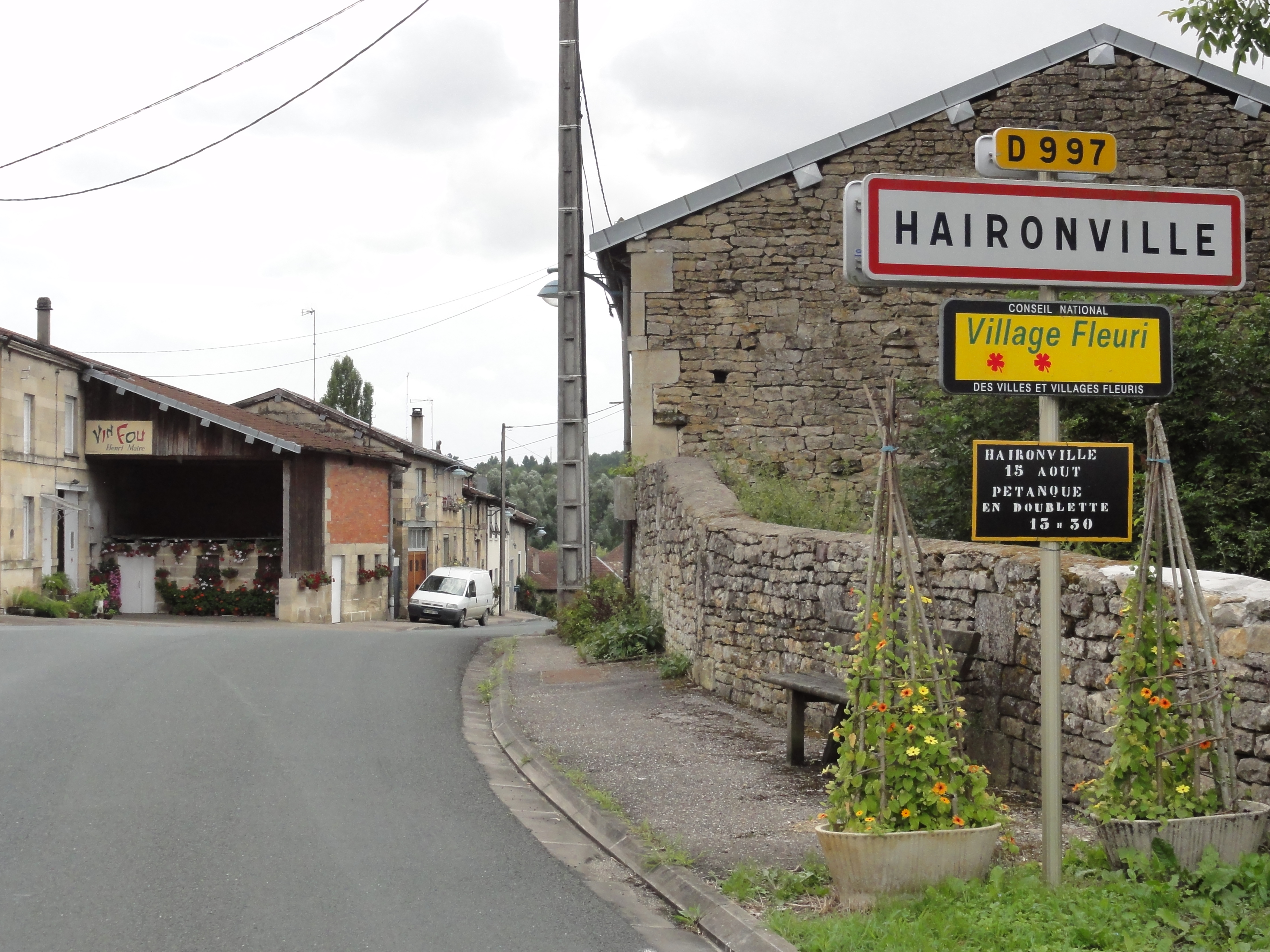
Entrée de l'agglomération.
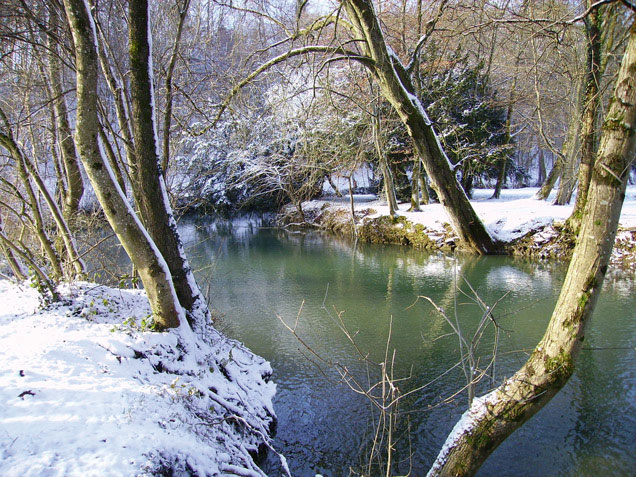
La Saulx (rivière) en hiver.
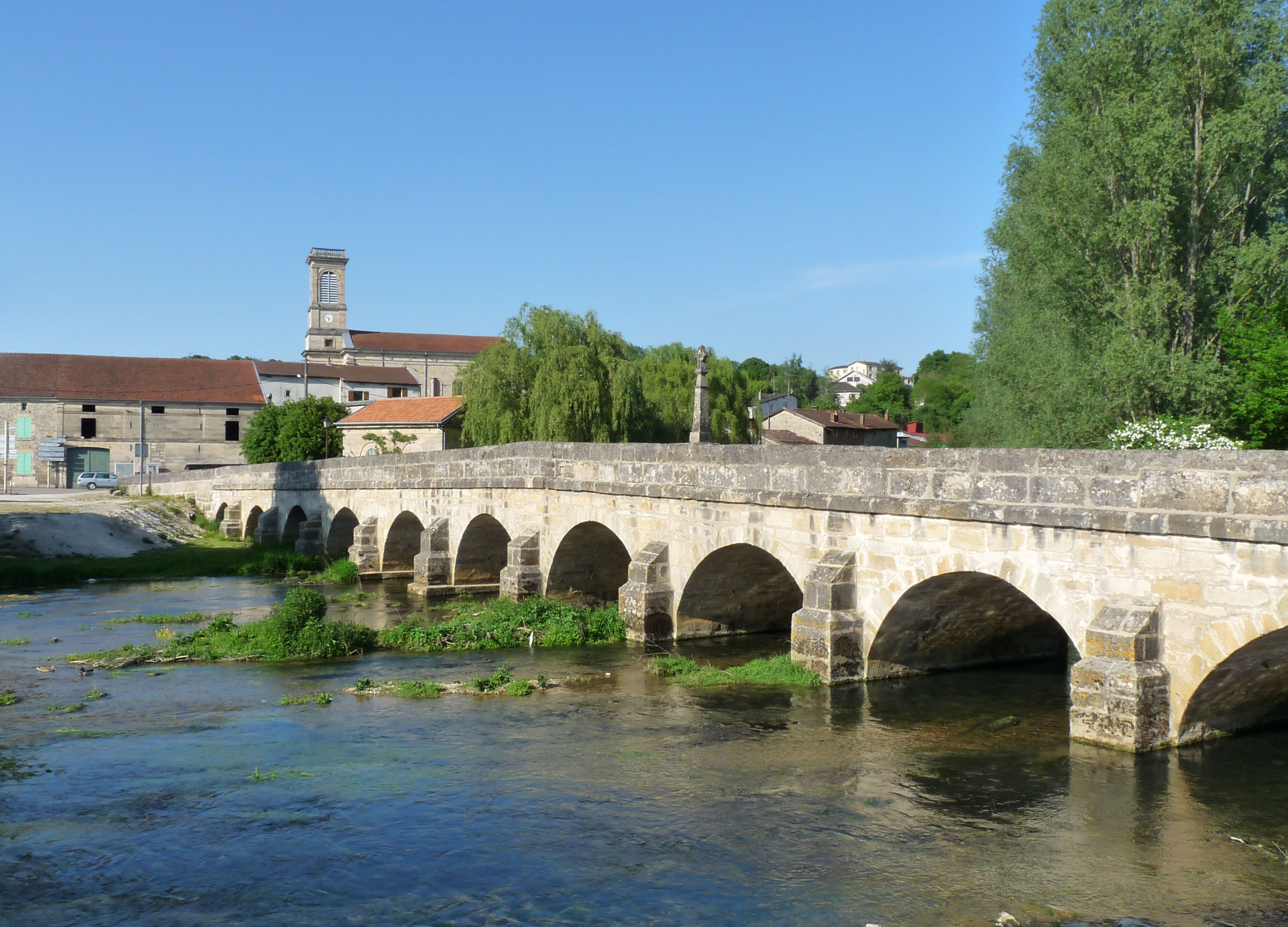
L'église et le pont sur la Saulx.

| Saudrupt   | Saudrupt         | Brillon-en-Barrois |
| Saudrupt   | Haironville      | Rupt-aux-Nonains   |
| Sommelonne | Rupt-aux-Nonains | Rupt-aux-Nonains   |

### Hydrographie
La commune est dans la région hydrographique « la Seine de sa source au confluent de l'Oise (exclu) » au sein du bassin Seine-Normandie. Elle est drainée par la Saulx, le cours d'eau 02 de la Forge,.
La Saulx, d'une longueur de 115 km, prend sa source dans la commune de Germay et se jette  dans la Marne à Vitry-le-François, après avoir traversé 39 communes. 

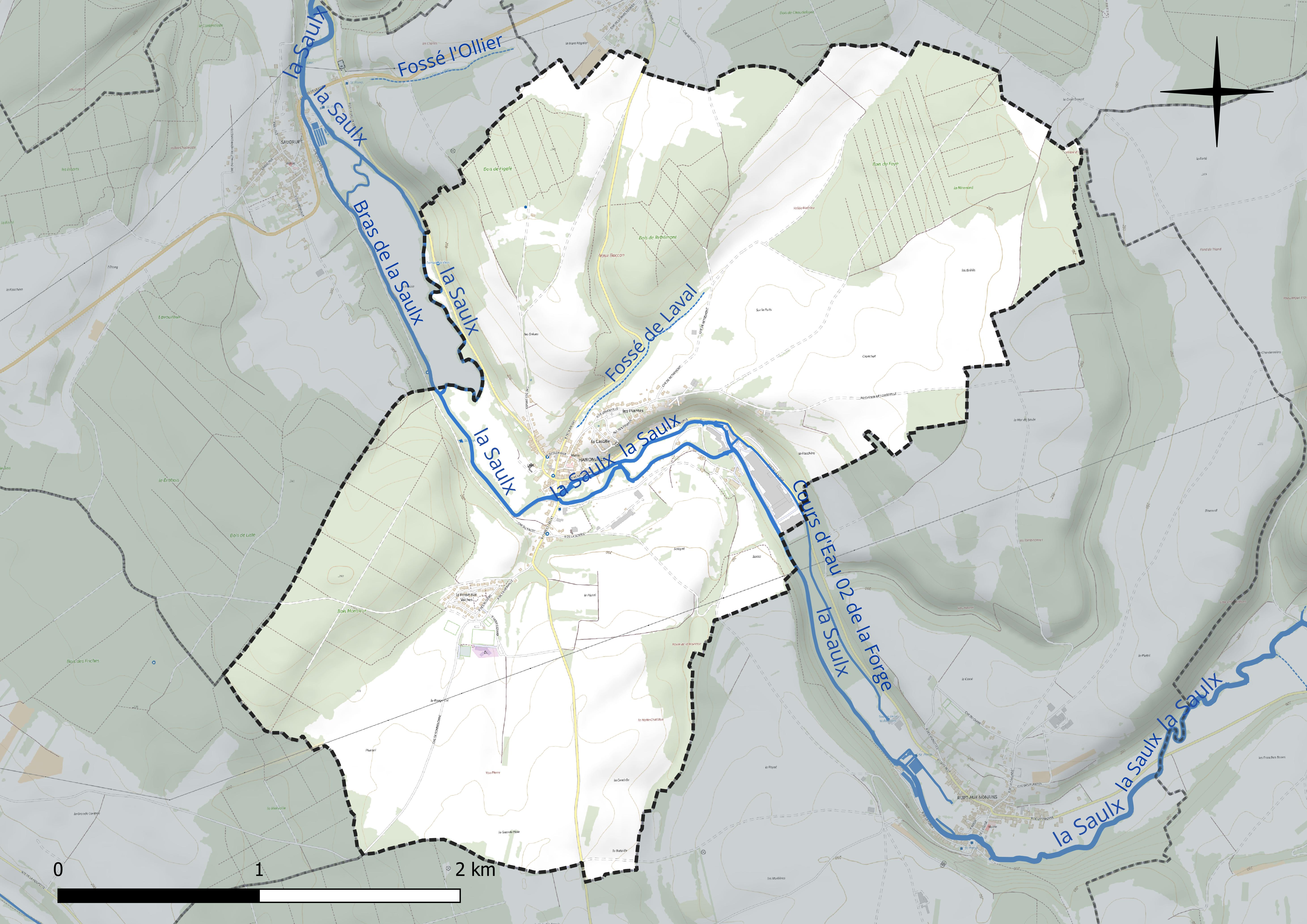
Réseau hydrographique d'Haironville.

### Climat
Pour des articles plus généraux, voir Climat du Grand Est et Climat de la Meuse.
En 2010, le climat de la commune est de type climat de montagne, selon une étude du Centre national de la recherche scientifique s'appuyant sur une série de données couvrant la période 1971-2000. En 2020, Météo-France publie une typologie des climats de la France métropolitaine dans laquelle la commune est exposée à un climat océanique altéré et est dans la région climatique  Lorraine, plateau de Langres, Morvan, caractérisée par un hiver rude (1,5 °C), des vents modérés et des brouillards fréquents en automne et hiver. 
Pour la période 1971-2000, la température annuelle moyenne est de 10,1 °C, avec une amplitude thermique annuelle de 15,8 °C. Le cumul annuel moyen de précipitations est de 971 mm, avec 13,6 jours de précipitations en janvier et 9,5 jours en juillet. Pour la période 1991-2020, la température moyenne annuelle observée sur la station météorologique de Météo-France la plus proche, « Saint-Dizier », sur la commune de Saint-Dizier à 11 km à vol d'oiseau, est de 11,6 °C et le cumul annuel moyen de précipitations est de 794,5 mm. 
La température maximale relevée sur cette station est de 41,4 °C, atteinte le 25 juillet 2019 ; la température minimale est de −22,5 °C, atteinte le 14 février 1956,,. 
Les paramètres climatiques de la commune ont été estimés pour le milieu du siècle (2041-2070) selon différents scénarios d'émission de gaz à effet de serre à partir des nouvelles projections climatiques de référence DRIAS-2020. Ils sont consultables sur un site dédié publié par Météo-France en novembre 2022.

## Urbanisme

### Typologie
Au 1er janvier 2024, Haironville est catégorisée commune rurale à habitat dispersé, selon la nouvelle grille communale de densité à sept niveaux définie par l'Insee en 2022.
Elle est située hors unité urbaine. Par ailleurs la commune fait partie de l'aire d'attraction de Bar-le-Duc, dont elle est une commune de la couronne,. Cette aire, qui regroupe 86 communes, est catégorisée dans les aires de 50 000 à moins de 200 000 habitants,.

### Occupation des sols
L'occupation des sols de la commune, telle qu'elle ressort de la base de données européenne d’occupation biophysique des sols Corine Land Cover (CLC), est marquée par l'importance des territoires agricoles (59,7 % en 2018), en augmentation par rapport à 1990 (58,8 %). La répartition détaillée en 2018 est la suivante : 
terres arables (44,4 %), forêts (36,9 %), zones agricoles hétérogènes (8,1 %), prairies (7,2 %), zones urbanisées (3,3 %). L'évolution de l’occupation des sols de la commune et de ses infrastructures peut être observée sur les différentes représentations cartographiques du territoire : la carte de Cassini (XVIIIe siècle), la carte d'état-major (1820-1866) et les cartes ou photos aériennes de l'IGN pour la période actuelle (1950 à aujourd'hui).

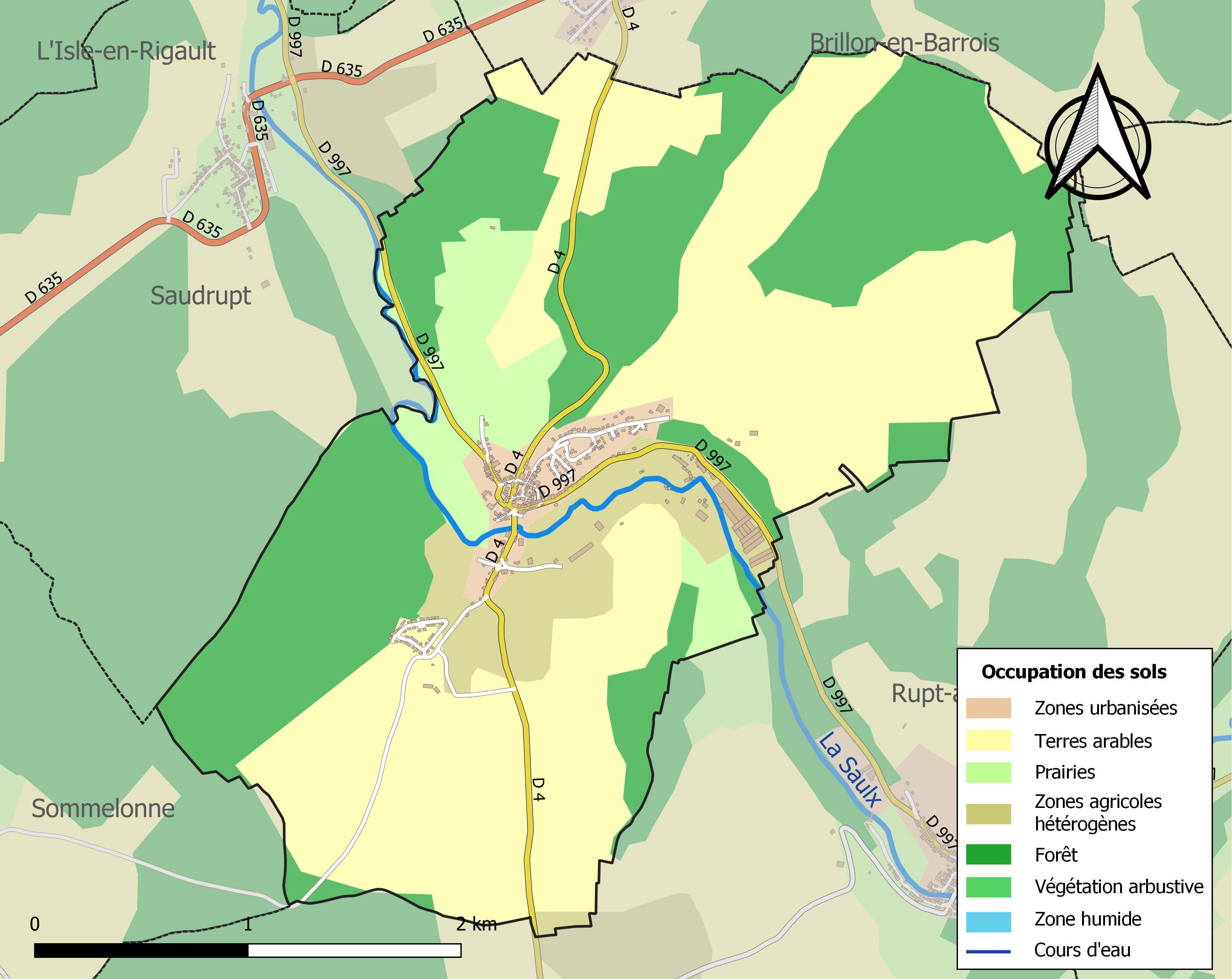
Carte des infrastructures et de l'occupation des sols de la commune en 2018 (CLC).

## Toponymie
Le nom de la localité est attesté sous les formes Hairunvilla, Hairunvile (1141) ; Hautonvilla (1180) ; Haronvilla (1402) ; Heronville (1700) ; Hayronis-villa, Heronis-villa (1736) ; Haironis-villa (1749).

## Histoire
Haironville est située dans un vallon, sur la rive droite de la Saulx à 7,5 km au nord d'Ancerville.
Le village était développé principalement sur la rive droite de la Saulx et traversé par le diverticule de Maxey à Sermaize construit à l'époque gallo-romaine. Quatre sarcophages furent découverts en 1825 contenant des ossements et trois autres en 1835 contenant des ossements, des armes et des pièces de monnaie romaines.
Autrefois, le roi en était seigneur. Avant la Révolution, il y avait à Haironville deux fiefs nommés l'un « de la Tour », l'autre fief d'Haironville ; ce dernier avait été érigé le 11 mai 1723 par le duc Leopold. Une famille de la Tour possédait aux XVIe et XVIIe siècles une part de la seigneurie d'Haironville ; elle s'allia aux Fouraut du Clermontois qui prirent ainsi le nom de la Tour. Les deux anciens châteaux existent encore.
Industrie : la Forge (écart) 112 habitants, est un établissement important où l'on produit du fer en barre. Les voituriers et ceux de la commune des environs, dans un rayon assez étendu, s'occupaient du charroi des matières premières qui servaient à alimenter l'usine.

## Population et société

### Démographie
L'évolution du nombre d'habitants est connue à travers les recensements de la population effectués dans la commune depuis 1793. Pour les communes de moins de 10 000 habitants, une enquête de recensement portant sur toute la population est réalisée tous les cinq ans, les populations de référence des années intermédiaires étant quant à elles estimées par interpolation ou extrapolation. Pour la commune, le premier recensement exhaustif entrant dans le cadre du nouveau dispositif a été réalisé en 2006.

En 2022, la commune comptait 567 habitants, en évolution de −4,71 % par rapport à 2016 (Meuse : −4,4 %, France hors Mayotte : +2,11 %).
| 1793 | 1800 | 1806 | 1821 | 1831 | 1836 | 1841 | 1846 | 1851 |
| ---- | ---- | ---- | ---- | ---- | ---- | ---- | ---- | ---- |
| 526  | 526  | 543  | 560  | 556  | 580  | 644  | 690  | 691  |

| 1856 | 1861 | 1866 | 1872 | 1876 | 1881 | 1886 | 1891 | 1896 |
| ---- | ---- | ---- | ---- | ---- | ---- | ---- | ---- | ---- |
| 605  | 608  | 592  | 582  | 578  | 559  | 653  | 609  | 566  |

| 1901 | 1906 | 1911 | 1921 | 1926 | 1931 | 1936 | 1946 | 1954 |
| ---- | ---- | ---- | ---- | ---- | ---- | ---- | ---- | ---- |
| 519  | 501  | 470  | 521  | 514  | 503  | 469  | 452  | 516  |

| 1962 | 1968 | 1975 | 1982 | 1990 | 1999 | 2006 | 2011 | 2016 |
| ---- | ---- | ---- | ---- | ---- | ---- | ---- | ---- | ---- |
| 571  | 597  | 587  | 580  | 605  | 571  | 579  | 627  | 595  |

| 2021 | 2022 | - | - | - | - | - | - | - |
| ---- | ---- | - | - | - | - | - | - | - |
| 572  | 567  | - | - | - | - | - | - | - |

## Culture locale et patrimoine

### Lieux et monuments
- Parc du Château labellisé « jardin remarquable ».

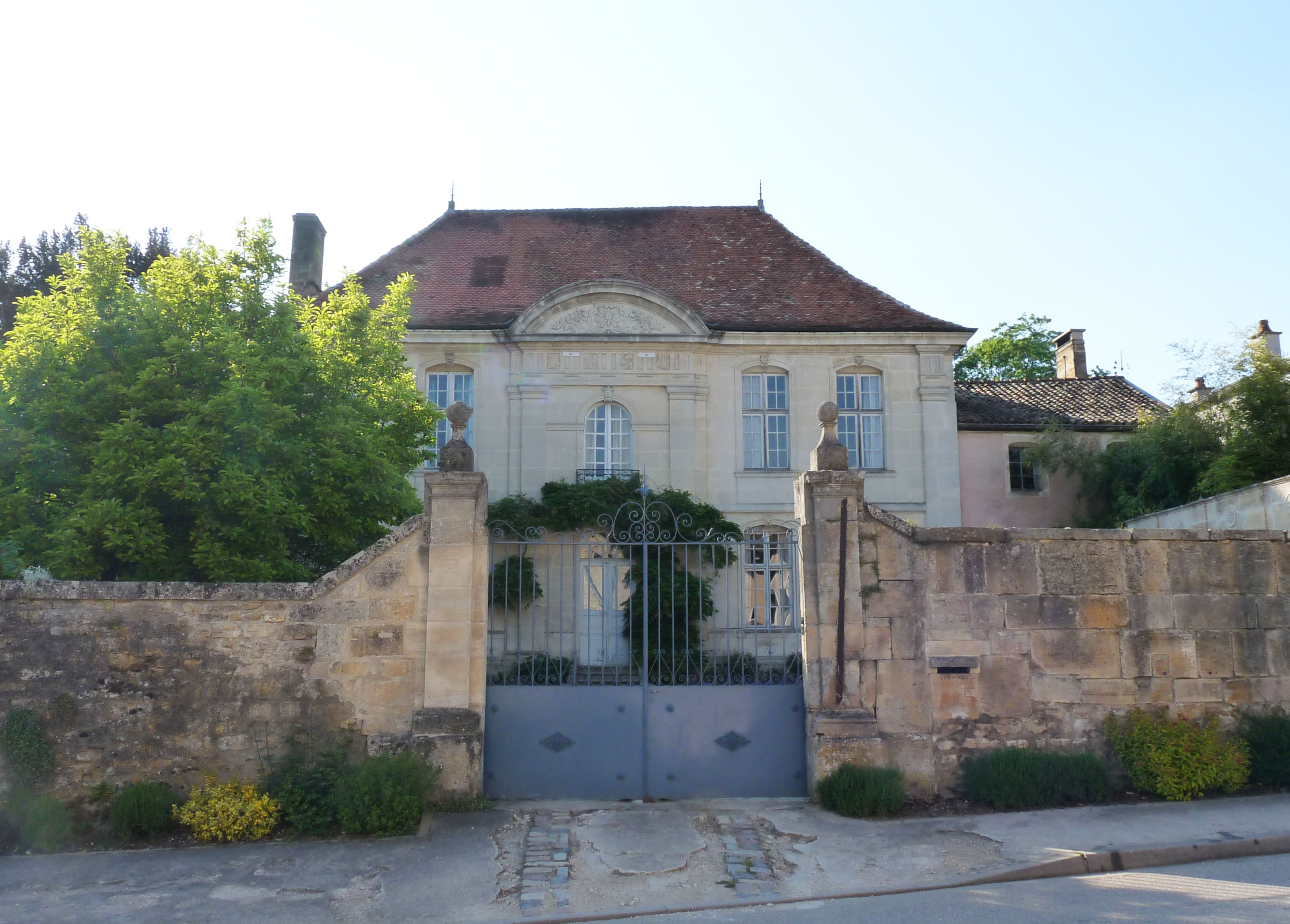
Le château de la Forge.

- Château de la Forge :

Les vieilles Forges de Haironville créées au milieu du XVIe siècle, avaient été vendues en 1721 au duc de Lorraine Léopold, par Philippe d'Orléans. Mais dès 1723, les Forges, le fourneau, le pressoir et le moulin étaient en si mauvais état que, Léopold ne pouvant les réparer, Jacques Louis Bourlon de Saint-Dizier, fermier général des domaines de la baronnie d'Ancerville, obtint la rétrocession du fief d'Haironville, anobli par le duc Léopold en 1723, c'est sans doute lui et son épouse Agnès Bouland qu'on peut attribuer la construction du château en 1735 selon la date portée sur l'avant-corps central. Vendu comme bien national à la Révolution, le château changea à plusieurs reprises de propriétaires dans le courant du XIXe siècle, et fut acheté en 1907 par l'historien Pierre Arthur Lefebvre. Par mariage, il passa à l'organiste Félix Raugel, dans la famille duquel il se trouve toujours.
Après le décès de la famille Raugel, le château reste à l'abandon, et pratiquement laissé à l'état de ruine. C'est monsieur Georges Dumesnil qui l'a acheté et rénové.
Depuis 2015, le château de la Forge appartient à M et Mme Laurent Frydlender qui, après une restauration de plus de 6 mois, ont su redonner à la demeure ses lettres de noblesse en respectant les codes du XVIIIe siècle.
L'élévation et la toiture du château dit Maison des Bourbons font l'objet d'une inscription au titre des monuments historiques depuis 1947.
- Château de la Varenne :

Pierre Merlin, récompensé de son commerce par mer est nommé prévôt de la baronnie d'Ancerville. Il se trouve alors que sa maison d'Haironville n'est plus en accord avec ses nouvelles dignités, et fait faire construire sur son emplacement, en 1506, le corps de logis principal de l'actuel château. Au moment de la Révolution, le château appartient à Didier Charles Lallemant, procureur syndic du district de Bar. Aujourd'hui le château est habité par la famille Pétin.
Pierre Merlin descend de Philippe (originaire de la province de Calabre) qui fut anobli vers 1430 par le roi René, duc de Lorraine, et dont les armoiries étaient « d'Azur à trois voiles de navires éployées d'or ». Il épouse mademoiselle Godet, sœur du grand argentier du roi François Ier. Leur fille Louise, épouse un d'Anglure. Philippe d'Anglure est lieutenant général du roi de France au XVIIIe siècle.
Le château est l'objet d'un classement au titre des monuments historiques depuis 1972 et son parc d'une inscription depuis 1993.
- Château de la Tour :

Dans leur aveu et dénombrement de 1596, Jean-Charles Claude, Nicolas de Fourault, dit de la Tour et André Teignard seigneurs en partie de la Tour, déclarèrent tenir en fief du duc de Guise, prince de Joinville, le château de la Tour avec ses dépendances. En 1752, Jacques Louis Bourlon, propriétaire depuis 1723 du fief d'Haironville et du château qu'il s'y était fait construire en 1735 acheté à Cholet de longeaux (C44-L25) le fief de la Tour. C'est sans doute à cette époque que le château fut en partie transformé et remis au goût du jour. Resté dans la famille Bourlon jusqu'au début du XIXe siècle, il fut vendu en 1802 à Antoine Hornus cultivateur à Haironville. Le pont-levis fut alors détruit et remplacé par un portail.
- L'église Saint-Remi :

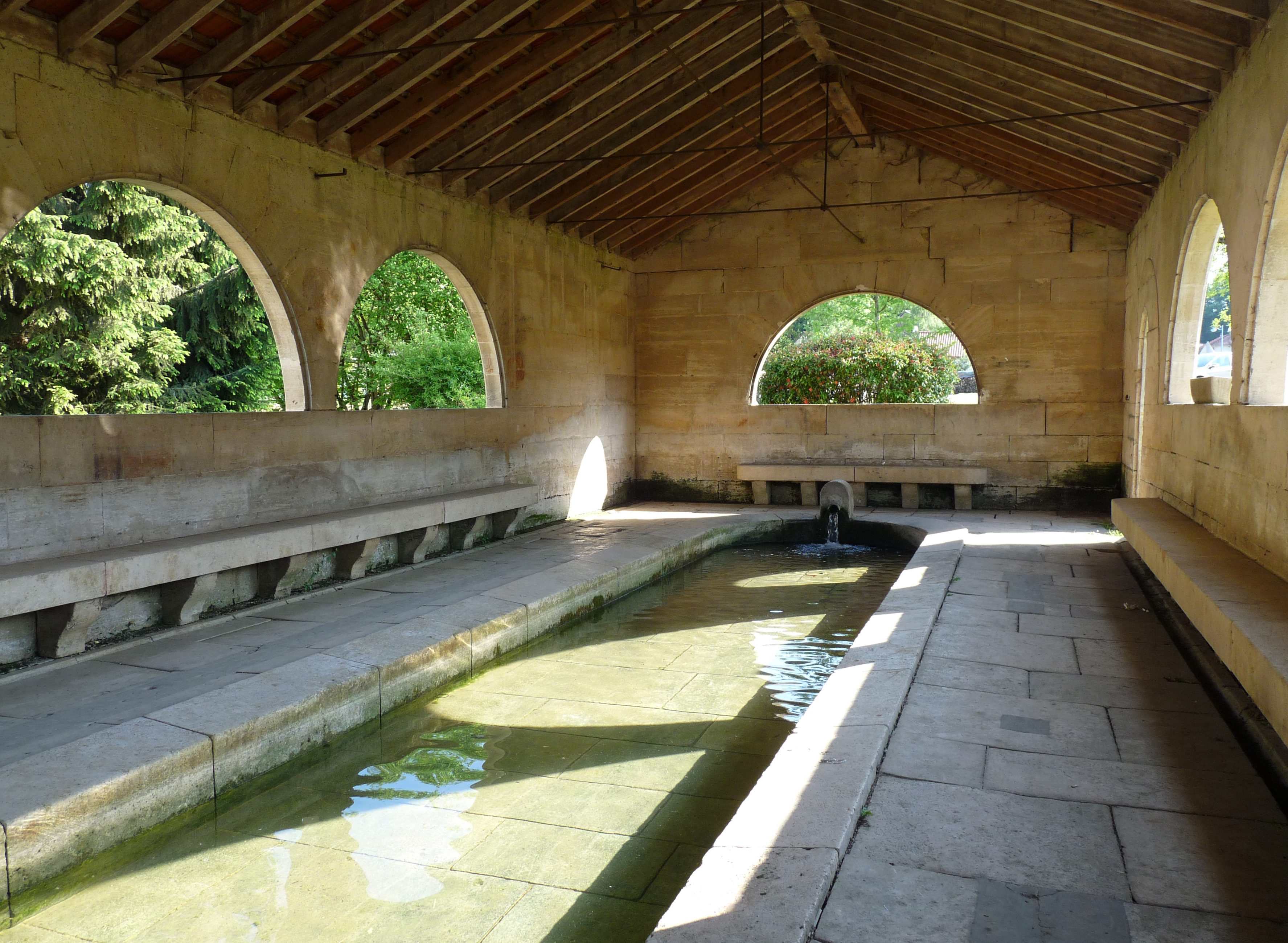
Le lavoir.

L'ancienne église menaçant de tomber en ruine et devenue dangereuse, jugée trop petite, le conseil municipal décida le 25 juin 1825 la première mise à l'étude du bâtiment actuel. Mise en adjudication le 11 mars 1830, bénédiction de la première pierre le 20 mai 1830 et bénédiction de l'église le 9 janvier 1832 par le curé d'Ancerville.
Après 62 rapports de chantier, la réception définitive eut lieu le 3 août 1833 avec la bénédiction de la pierre sacrée du maître autel le 16 septembre 1833. Les balustres de la tour du clocher sont achevées le 27 juin 1836. Bénédiction de deux cloches Marie-Rose et Anne-Marguerite (953 kg) le 5 octobre 1835 et le 19 février 1837 de la troisième Marie. Embellissement de l'orgue et augmentation de ses jeux en 1871.
- Pont traversant la Saulx :

Construit au XVIIe siècle cet édifice est l'objet d'une inscription au titre des monuments historiques depuis 1950.
- Le lavoir.

### Héraldique
| Blason de Haironville | Blason  | D'azur au héron d'argent becqué et membré d'or accosté de deux voiles du même au chef d'argent chargé de deux enclumes de gueules. |
| Blason de Haironville | Détails | Blason composé par R.A. Louis avec les conseils de la Commission héraldique de l'UCGL et mis à disposition de la commune en 2012.  |